# Adrian Edmonson
Adrian Edmondson (Bradford, Yorkshire, 24 de enero de 1957), también conocido como Ade Edmondson, es un actor, cómico, director y escritor británico que adquirió fama como Vyvyan en The Young Ones a principios de la década de los 1980. Con su compañero cómico Rik Mayall, fue uno de los muchos actores del circuito cómico alternativo a comienzos de los ochenta.
Su trabajo incluye diversos shows televisivos (Filthy, Rich and Catflap, Snakes and Ladders, Bottom y If You See God, Tell Him), la serie de éxito The Comic Strip Presents, así como apariciones en Absolutely Fabulous, Blackadder y, más recientemente, Jonathan Creek.
Edmonson es el segundo de cuatro hijos. De niño vivió con su familia en variedad de sitios, incluyendo Chipre, Baréin o Uganda. Asistió a la escuela pública de Pocklington, Yorkshire, y más tarde a la Universidad de Mánchester para estudiar arte dramático. Allí conoció a Rik Mayall, su compañero cómico. Su número como The Dangerous Brothers fue un éxito en The Comic Strip.
Está casado con la cómica Jennifer Saunders y tienen tres hijos. El apodo universitario de Edmondson, Eddie Monsoon, un juego con su apellido, inspiró el nombre del personaje de Saunders Edina Monsoon en Absolutely Fabulous. La productora de la pareja se llama Mr. and Mrs. Monsoon Limited.